# Bartolo Pellegrino
Bartolomeo Pellegrino, detto Bartolo (Trapani, 26 ottobre 1934 – Trapani, 28 luglio 2019), è stato un politico italiano.

## Attività politica
Pellegrino fu eletto per la prima volta deputato all'Assemblea regionale siciliana nel 1971 con il Partito Socialista Italiano nel collegio di Trapani grazie a 6.488 preferenze. Fu anche consigliere comunale di Trapani.
Fu rieletto deputato all'Assemblea regionale siciliana nel 1991 a vent'anni di distanza dalla prima elezione con 11.015 voti. Dal 1993 al 1995 fu Assessore Regionale al bilancio e finanze e poi al territorio e ambiente, e vicepresidente della giunta regionale in Sicilia.
Nel 1996 venne eletto per la terza volta all'ARS con una lista civica.
Nell'aprile 2001 fondò insieme ad ex esponenti del vecchio PSI e del Partito Siciliano d'Azione il partito regionalista "Nuova Sicilia".
Tornò assessore regionale al Territorio tra il luglio 2001 e l'aprile 2003 nel governo Cuffaro, quando dovette dimettersi perché in una intercettazione con un mafioso di Monreale aveva definito "infami" i collaboratori di giustizia e "sbirri" i poliziotti.

## Procedimenti giudiziari
Nell'aprile 2007 venne arrestato con l'accusa di concorso esterno in associazione mafiosa e corruzione. Pellegrino fu accusato di avere rapporti con i boss della provincia di Trapani e addirittura fatto mercimonio della sua carica politica. Dopo avere scontato gli arresti domiciliari per due anni, verrà assolto sia in primo grado che in appello. La Cassazione avrebbe poi rigettato la richiesta di appello della Procura ritenendola non ammissibile.